# Bathypterois mediterraneus
Bathypterois mediterraneus е вид лъчеперка от семейство Ipnopidae. Видът не е застрашен от изчезване.

## Разпространение
Разпространен е в Албания, Алжир, Гибралтар, Гърция, Египет, Израел, Испания, Италия, Кипър, Либия, Ливан, Малта, Мароко, Монако, Сирия, Словения, Тунис, Турция, Франция, Хърватия и Черна гора.